# Xuebu (köpinghuvudort i Kina, Jiangsu Sheng, lat 31,71, long 119,39)
Xuebu (kinesiska: 薛埠) är en köpinghuvudort i Kina. Den ligger i provinsen Jiangsu, i den östra delen av landet, omkring 69 kilometer sydost om provinshuvudstaden Nanjing. Antalet invånare är 58 419. Befolkningen består av 29 572 kvinnor och 28 847 män. Barn under 15 år utgör 10,0 %, vuxna 15-64 år 74 %, och äldre över 65 år 15,0 %.
Runt Xuebu är det tätbefolkat, med 459 invånare per kvadratkilometer. Xuebu är det största samhället i trakten. Trakten runt Xuebu består till största delen av jordbruksmark.
Genomsnittlig årsnederbörd är 1 331 millimeter. Den regnigaste månaden är juli, med i genomsnitt 251 mm nederbörd, och den torraste är december, med 37 mm nederbörd.